# 马云 (作家)
馬雲（1937年3月21日—），本名李世輝，男，原籍广东廉江，香港作家，编剧。马云思维活跃，风格善变，著有各类小说300余部，其中《街市皇后》等拍成電影, 《铁枴侠盗》等拍成電視劇，风行亞洲華文社會。

## 生平
马云原籍广东省湛江市廉江县车板镇。曾就读湛江市赤坎区培才小学，早年体弱，曾随黄飞鸿徒孙朱愚斋学习铁线拳。朱愚斋死后，马云转投恩关德兴门下，积极参加关德兴的敬老济贫活动。1948年，其父到香港谋生，他则到广州市实用会计学校學習簿记，但是对数学缺乏兴趣。1950年，全家定居香港。马云失學在家，整日读报，便向《中国学生周报》和《丽的呼聲日報》的“大家乐”版投稿，獲後者刊登, 因而投稿的興致大增。
《丽的呼聲日報》“大家乐”版面主编陈阿冰介绍他当报馆的全职撰稿，每天完成1个1000字的短篇小说，1年後被派往丽的呼声广播电台任駐台記者。马云和播音界接触之后，开始用闲暇时间创作广播剧和侦探小说。環球出版社旗下的雜誌《蓝皮书》在第“300期特大号”刊出马云的小說《真实的考验》後，雜誌编辑方龙骧邀請他长期供稿。
至今已知他有以下十多個廣播劇本被改編成電影--
1.《小俠紅蝴蝶》上、下集1960,1961,是馮寶寶首部古裝武俠片。
2.《怪俠金絲貓》1961,任劍輝,羅艷卿主演
3.《刁蠻女俠》1961,羅艷卿,蘇少棠主演
4.《驚天動地》1962,曹達華,羅艷卿主演
5.《神偷情賊》上、下集,1962,謝賢,嘉玲主演
6.《鬼俠》1962, 任劍輝,羅艷卿主演
7.《大俠金葫蘆》1963,任劍輝,羅艷卿主演
8.《妙賊》1963,任劍輝,鳳凰女主演
9.《怪俠燕子飛》1963,謝賢、江雪主演
10.《痴情兒女》1963,周驄、江雪主演
11.《鐵鴛鴦》1963 曹達華,羅艷卿主演
12.《街市皇后》1964,林鳳,張英才主演
13.《冷燕飄零》1964,丁瑩,張儀主演。
14.《銀箭金刀》1964,曹達華,羅艷卿主演。
15《黑寡婦》1965, 張英才、南紅主演。
16.《殺人花》1966, 張英才、南紅主演。
由於剧本收益丰厚，馬雲停止向报纸杂志供稿，直到1968年環球出版社創辦人罗斌向其邀稿，馬雲遂向《武侠世界》杂志供稿，连载完结后由环球出版社结集印行。《鐵枴俠盜》系列在1968年冬季推出第一集,便大受歡迎。熱潮持續至七十年代, 佳藝電視1977年把此小說改編成電視劇, 由白彪飾演男主角呂偉良。八十年代初，馬雲為《香港周刊》創作香港怪谈故事。1985年，马云独资开办创艺出版社，以求把作品包装得更好一些，后来又跟友人合办生活品味出版社，先后推出《生活品味》、《消费杂志》、《唯灵食经》、《养鱼杂志》等消闲杂志。
1980年代，马云受湛江市委统战部之邀，出任湛江市政协委员，后又任旅港廉江同乡会会长，获廉江市第一届“荣誉市民”头衔。